# Blagoy Blagoev
Blagoy Blagoev (né le 4 décembre 1956) est un haltérophile bulgare.

## Carrière
Blagoy Blagoev participe aux Jeux olympiques de 1976, où il remporte la médaille d'argent pour les 82,5 kg ; il doit rendre cette médaille à la suite de sa disqualification pour dopage. Aux Jeux olympiques de 1980 à Moscou, il remporte la médaille d'argent dans la catégorie des poids mi-lourds.